# Beerendorf
Beerendorf (slawisch: berndorf) ist ein Ortsteil der Großen Kreisstadt Delitzsch im Landkreis Nordsachsen des Freistaates Sachsen. Die Gemeinde wurde 1350 erstmals urkundlich erwähnt und am 1. Januar 1994 nach Döbernitz eingemeindet. Seit der Eingliederung Döbernitz nach Delitzsch am 1. März 2004 ist Beerendorf Ortsteil der Großen Kreisstadt. Die Gemeinde hat etwa 580 Einwohner (Stand 2011).

## Lage
Der Ortsteil Beerendorf liegt etwa drei Kilometer östlich von der Stadtmitte Delitzschs entfernt. Südlich verläuft von Westen kommend die Bahnstrecke Halle–Cottbus, im Norden ebenso von Westen kommend die B 183a. Im Südwesten grenzt das Gemeindegebiet an Döbernitz, im Osten an Brinnis.

## Geschichte
1350 erfolgte die erste urkundliche Erwähnung des Ortes als Berndorf. 1442 befand sich das Dorf im Besitz der Familie Spiegel zu Gruna, später im Besitz derer zu Badrina und Brodau, die Dorf und Vorwerk fast 140 Jahre verwalteten.
Am 14. Dezember 1586 bestätigte Kurfürst Christian I. von Sachsen, dass Heinrich von Pagk d. J. nach dem Kauf von Dorf und Forwergk Berndorf nebst Zubehör von Otto Spiegel dem Landesherrn Erbhuldigung und Lehnspflicht geleistet hat.
Als nächster Besitzer wird Heinrich von Miltitz zu Döbernitz genannt, der das nunmehrige Rittergut Beerendorf kurz vor seinem Tode wegen Schulden für 21.000 Gulden seinem Neffen, Alexander von Miltitz zu Schenkenberg, am 28. Januar 1617 verkaufte. Nach Alexanders Tod wurden dessen vier Söhne am 20. Juni 1638 von Kurfürst Johann Georg I. von Sachsen mit Beerendorf belehnt. Die Brüder von Miltitz teilten ihren Gesamtbesitz. Carl von Miltitz erhielt Beerendorf und wurde damit am 12. Mai 1653 vom sächsischen Kurfürsten Johann Georg I. belehnt. Nach dem Tod Carl von Miltitz’ verkauften dessen Söhne Alexander, Regierungsrat und Hofmeister in Hessen-Darmstadt, Dietrich, Generaladjutant des Königs von England, Haubold, kurfürstlich-sächsischer Hauptmann, Heinrich Siegmund, Kornett in Holland, Carl Gebhardt, lüneburgischer Rittmeister, Eustachius, württembergischer Hauptmann und Joachim Heinrich, kurfürstlich-sächsischer Leutnant, am 11. Januar 1692 das Rittergut Beerendorf samt Zubehör für 19.550 Gulden an Johann Erich von Schönfeld auf Löbnitz und Leulitz.
Nach dem Tod von Johann Erich von Schönfeld im Jahre 1724 erhielt dessen Sohn, Johann Christoph von Schönfeld, das Rittergut Beerendorf. Am 24. April 1733 huldigen die Untertanen und Lehnsleute von Beerendorf dem Grafen Friedrich Ludwig von Wartenberg, Ritter des Johanniterordens, als neuen Erb-, Lehn- und Gerichtsherrn auf Beerendorf. Derselbe kaufte am 29. April 1754 das Mannlehngut Beerendorf und wird am 13. Juni 1767 damit nun als Allodialgut vom Kurfürsten belehnt.
Am 29. September 1754 verpachtete Graf Friedrich Ludwig von Wartensleben das Rittergut Beerendorf samt Zubehör bis Walpurgis 1760 für 1270 Taler an Adam Gebhard, den Pächter zu Niederglaucha. Gebhard schied bereits vorzeitig aus dem Pachtvertrag aus, so dass Graf von Wartensleben das Rittergut von Walpurgis 1757 bis Walpurgis 1766 für 1270 Taler an den bisherigen Pächter des Ritterguts Wölkau, Christoph Baumgarthen, verpachtete. Der Pachtvertrag wurde mit der Erhöhung der Pacht auf 1338 Taler bis Walpurgis 1769 verlängert. Zum gleichen Pachtzins erhielt Johann Wilhelm Beßeldt das Rittergut für die Jahre 1771–1777 zur Pacht.
Am 3. August 1785 verkaufte Carl Wilhelm Graf von Wartensleben das Rittergut Beerendorf an den Leipziger Universitätsprofessor Friedrich August Wilhelm Wenck, der bis zu seinem Tod das Gut besaß.
Die verwitwete Leipziger Hofrätin Johanne Louise Wenck (geb. Schmidt) verlängerte am 4. Mai 1812 den Pachtvertrag über das Rittergut Beerendorf mit Carl Gottlob Wilhelm Simon bis Walpurgis 1816. Da Simon jedoch bereits am 16. November 1813 starb, schloss die Hofrätin Wenck mit dessen Witwe, Christiane Wilhelmine Simon geb. Franz, am 18. April 1815 einen neuen Pachtvertrag bis Walpurgis 1822 über das Rittergut Beerendorf für eine jährliche Pacht von 1600 Talern ab. Die Pacht wurde 1819 um 100 Taler erhöht, dafür jedoch der Pachtvertrag bis Walpurgis 1825 verlängert. Die Pächterin trug durch erneute Heirat nun den Familiennamen Küster.
Im Jahre 1824 kaufte Juliane Emilie Haase (geb. Wenck) für 55.000 Taler das Rittergut Beerendorf und ließ ein neues Herrenhaus mit Park anlegen. Aus deren Erbengemeinschaft geht das Gut am 30. November 1853 für 77.200 Taler in den Besitz von deren Schwiegersohn Carl Gustav Lösch über. Aus dem Besitz der Familie Lösch kauft der Oberamtmann Robert Messerschmidt aus Leipzig im Jahre 1915 das Rittergut, das im September 1945 im Zuge der Bodenreform enteignet wurde.
An die preußische Provinz Sachsen gelangte Beerendorf durch die Beschlüsse des Wiener Kongresses. Der ursprünglich im altsächsischen Amt Delitzsch des Leipziger Kreises gelegene Ort wurde damals dem sich herausbildenden Landratsamt Delitzsch des preußischen Regierungsbezirk Merseburg unterstellt. Bis 1952 gehörte der Ort zum Land Sachsen-Anhalt. Der in den 1970er Jahren südlich von Delitzsch begonnene Abbau von Braunkohle sah den Bau eines Kraftwerks in Beerendorf vor, welches der Stromerzeugung aus der Kohle gedient hätte. Der Bau wurde jedoch bereits in den 1980er Jahren zurückgestellt und kam aufgrund der mit der Deutschen Wiedervereinigung 1989/90 einhergehenden vorzeitigen Schließung des Tagebaus Delitzsch-Südwest/Breitenfeld nicht mehr zur Ausführung.
Am 1. Januar 1994 wurden Beerendorf und die Orte Brodau und Selben nach Döbernitz eingemeindet.

### Einwohnerentwicklung
(jeweiliger Gebietsstand)
| Datum | Einwohner                         |
| ----- | --------------------------------- |
| 1551  | 26 Hufner, 9 Inwohner, 16 ¾ Hufen |
| 1747  | 30 Hufner, 8 Häusler, 27 ½ Hufen  |
| 1818  | 259                               |
| 1880  | 331                               |
| 1895  | 340                               |
| 1910  | 377                               |
| 1925  | 356                               |
| 1939  | 439                               |
| 1946  | 615                               |
| 1950  | 580                               |
| 1964  | 503                               |

| Datum (zum 31.12.) | Einwohner |
| ------------------ | --------- |
| 1990               | 413       |
| 1991               | 416       |
| 1992               | 413       |
| 1993               | 410       |
| 2009               | 565       |
| 2011 ¹             | 585       |

¹ nur Hauptwohnsitze am 30.09. (Quelle: Einwohnermeldeamt Stadt Delitzsch)